# Henriette
Henriette ist ein weiblicher Vorname.

## Herkunft und Bedeutung
Beim Namen Henriette handelt es sich um einen französischen weiblichen Diminutiv von Henri.

## Verbreitung
Henriette zählte im ausgehenden 19. und beginnenden 20. Jahrhundert zu den beliebtesten Mädchennamen in Frankreich. Im Laufe der Zeit sank die Popularität des Namens immer weiter. Seit den 1970er Jahren wird er nur noch äußerst selten vergeben.
In Norwegen war der Name vor allem in den 1990er Jahren beliebt.
Darüber hinaus ist der Name vor allem in Luxemburg, Dänemark, Belgien und Österreich verbreitet.
In Deutschland gehörte Henriette bis in die 1920er Jahre hinein zu den beliebtesten Mädchennamen. Danach geriet er außer Mode. Seit den 1990er Jahren wird er wieder häufiger vergeben. Im Jahr 2021 belegte er Rang 293 in den Vornamenscharts.

## Bekannte Namensträgerinnen

### Henrietta
- Henrietta Maria von Frankreich (1609–1669), Königin von England, Schottland und Irland

- Henrietta Carstairs, britische Bergsteigerin
- Henrietta Csiszár (* 1994), ungarische Fußballspielerin
- Henrietta Ebert (* 1954), deutsche Ruderin
- Henrietta Franklin (1866–1964), britische Erzieherin, Frauenwahlrechtsaktivistin und Sozialreformerin
- Henrietta Howard, Countess of Suffolk (1688–1767), Mätresse des späteren englischen Königs Georg II. sowie Hofdame der Königin Caroline
- Henrietta Johnston (* ca. 1674; † 1729), Malerin aus Frankreich, ab etwa 1708 in den Dreizehn Kolonien tätig
- Henrietta Swan Leavitt (1868–1921), US-amerikanische Astronomin
- Henrietta Moore, DBE (* 1957), englische Sozialanthropologin
- Henrietta Ónodi (* 1974), ungarische Turnerin
- Henrietta Šantel (1874–1940), österreichisch-slowenische Malerin
- Henrietta Anne Stuart (1644–1670), Herzogin von Orléans
- Henrietta Hill Swope (1902–1980), US-amerikanische Astronomin
- Henrietta Szold (1860–1945), Aktivistin des frühen Zionismus

### Henriette
- Henriette von Mömpelgard (* zwischen 1384 und 1391, † 1444), Gräfin von Württemberg
- Luise Henriette von Oranien (1627–1667), Kurfürstin von Brandenburg
- Henriette Adelheid von Savoyen (1636–1676), durch Heirat Kurfürstin von Bayern
- Henriette Christine von Braunschweig-Wolfenbüttel (1669–1753), Äbtissin des Kaiserlich freien weltlichen Reichsstifts von Gandersheim
- Karoline Henriette Christine Philippine Luise von Pfalz-Zweibrücken, voller Name von Karoline von Pfalz-Zweibrücken (1721–1774), Landgräfin von Hessen-Darmstadt
- Henriette von Nassau-Weilburg (1797–1829), Ehefrau Erzherzog Karls von Österreich
- Henriette Akaba (* 1992), kamerunische Fußballspielerin
- Henriette Arendt (1874–1922), erste deutsche Polizistin
- Henriette von Bissing (1798–1879), deutsche Erzählerin
- Henriette Caillaux (1874–1943), französische Sozialistin und zweite Ehefrau des Premierministers Joseph Caillaux
- Henriette Confurius (* 1991), deutsche Schauspielerin
- Henriette von Crayen (1755–1832), Berliner Salonière französischer Herkunft
- Henriette Davidis (1801–1876), deutsche Köchin und Kochbuchautorin
- Henriette Amalie von Friesen (1668–1732), durch Heirat eine Gräfin Reuß zu Obergreiz
- Henriette Fürth (1861–1938), deutsche Frauenrechtlerin, Publizistin, Soziologin und Sozial- und Kommunalpolitikerin der SPD
- Henriette Hanke (1785–1862), Schriftstellerin der Spätromantik
- Henriette Hardenberg (1894–1993), expressionistische Dichterin
- Henriette Heinze (* 1973), deutsche Schauspielerin
- Henriette Herz (1764–1847), Schriftstellerin und Gastgeberin eines literarischen Salons in Berlin
- Henriette Elisabeth Joop (* 1968), deutsche Schmuck- und Modedesignerin, siehe Jette Joop
- Henriette Keller-Jordan (1835–1909), deutsche Autorin, Übersetzerin und Herausgeberin
- Henriette Kundmüller (Geburtsname von Henny Protzen-Kundmüller, 1896–1967), deutsche Malerin
- Henriette May (1862–1928), deutsche Pädagogin und Frauenrechtlerin
- Henriëtte van der Meij (1850–1945), niederländische Journalistin und Frauenrechtlerin
- Henriette Mikkelsen (* 1980), dänische Handballspielerin
- Henriette Johanne Marie Müller (1841–1916), Hamburger Original (Zitronenjette)
- Henriette Piper (* 1951), deutsche Drehbuchautorin
- Henriette Reker (* 1956), deutsche Juristin und Kommunalpolitikerin, seit 2015 Oberbürgermeisterin von Köln
- Henriette Richter-Röhl (* 1982), deutsche Schauspielerin
- Henriette Roland Holst (1869–1952), niederländische Dichterin und sozialistische und kommunistische Politikerin
- Henriette Sauret (1890–1976), französische Schriftstellerin und Feministin
- Henriette Schmidt (Schauspielerin) (* 1984), deutsche Schauspielerin
- Henriette Schmidt-Bonn (1873–1946), deutsche Künstlerin
- Henriette Schmidt-Burkhardt (1926–2014), deutsche Unternehmerin und Mäzenin
- Henriette Marie Solmar, genannt Jette Solmar (1794–1889), deutsche Sängerin und Salonnière
- Henriette Sontag (1806–1854), deutsche Opernsängerin
- Henriette Vogel (1780–1811), Freundin Heinrich von Kleists
- Henriette Strobel (* 1953), die deutsch-niederländische Sängerin von Dschinghis Khan und Ehefrau von Wolfgang Heichel

### Henriëtte
- Henriëtte Addicks (1853–1920), niederländische Malerin und Aquarellistin
- Henriëtte Bosmans (1895–1952), niederländische Komponistin
- Henriëtte Johanna Ignatia Maria van Gasteren (* 1964),  niederländische Multimediakünstlerin
- Henriëtte Geertruida Knip (1783–1842), niederländische Malerin und Illustratorin von Blumen- und Früchtestillleben sowie Zeichenlehrerin
- Henriëtte Mayer van den Bergh (1838–1920), belgische Kunstsammlerin und Kuratorin
- Henriëtte van der Meij (1850–1945), erste festangestellte Journalistin der Niederlande
- Henriëtte d’Oultremont de Wégimont (1792–1864), zweite Gemahlin des ersten niederländischen Königs Wilhelm I.
- Henriëtte Pimentel (1876–1943), niederländische Widerstandskämpferin gegen die deutsche Besatzung ihres Landes während des Zweiten Weltkriegs
- Henriëtte Ronner-Knip (1821–1909), niederländisch-belgische Malerin, Aquarellmalerin und Zeichnerin
- Henriëtte Willebeek le Mair (1889–1966), niederländische Illustratorin von Kinderbüchern

### Henna
- Henna Johansson (* 1991), schwedische Ringerin
- Henna Raita (* 1975), finnische Skirennläuferin
- Henna Tanskanen (* 1983), finnische Schauspielerin
- Henna Virkkunen (* 1972), finnische Politikerin (Nationale Sammlungspartei)

### Henni
- siehe → Henny

### Fiktive Personen
- Henrietta ist eine Hauptperson im Anime Gunslinger Girl.